# 차오저우진

차오저우 진의 위치

차오저우진(한국어: 조주진, 중국어: 潮州鎮, 병음: Cháozhōu Zhèn)은 중화민국 핑둥 현의 중앙, 핑둥 평원에 위치하는 진이다. 넓이는 42.4331km2이고, 인구는 2015년 8월 기준으로 54,787명이다.
기록에 의하면 1724년, 청의 광동성 조주부의 주민이 새로운 토지를 개척하기 위해서 동쪽의 이곳으로 건너 와, 조장(潮庄)이라고 명명했다. 초기의 주민은 구시가에 살았고 삼산왕국묘를 봉사 해, 그곳이 오늘날의 조주 시가의 주춧돌이 되었다.

## 역사
차오저우의 지명은 광동성 조주부에서 왔다. 초기의 개척민은 광동성 조주부로부터의 이주자가 적지 않았고, 그러한 이주자들은 신천지를 개간한 다음에, 고향을 그리워해 원적 지명을 따라 조주장(潮州庄)으로 명명했고, 약칭은 조장(潮庄)이 되었다. 1920년 조슈 가(潮州街)가 설립되어 다카오 주 조슈 군의 정치 경제의 중심이 되었다.

## 교통
- 타이완 철로관리국 핑둥 선
- 국도 3호선